# Transportes Metropolitanos de Barcelona

Logomarca desde 2004.

Logomarca de 1983 a 2004.

Transports Metropolitans de Barcelona (TMB) é uma marca comercial e uma unidade de gestão de negócios sob a qual três empresas municipais de transporte público operam na cidade de Barcelona e em sua região metropolitana. São elas a Ferrocarril Metropolità de Barcelona, responsável pela gestão do Metro de Barcelona, Transports de Barcelona responsável pela gestão dos serviços de ônibus urbanos de Barcelona e outros transportes e Projectes i serveis de mobilitat. Embora as três empresas mantenham uma gestão e estrutura independentes, colaboram para a manutenção de linhas estratégicas conjuntas e para os usuários do transporte urbano, as três são apresentadas comercialmente sob a mesma marca sem qualquer distinção.

## Serviços e infraestrutura
A TMB é responsável pelo planejamento e operação dos serviços de transporte público que abastecem os municípios de Barcelona, Sant Adrià de Besòs, Esplugas de Llobregat, Badalona, Santa Coloma de Gramenet, Cornellà de Llobregat e Hospitalet de Llobregat.
- Metro de Barcelona [4]
- Ônibus urbano da cidade de Barcelona[5]
- Rede Ortogonal de ônibus de Barcelona[6]
- Ônibus Turístico de Barcelona[7]
- Funicular e teleférico de Montjuïc[8][9]
- Tramvia Blau (serviço de bondes)[10]
- Aerobús (serviço de ônibus interurbano)[11]

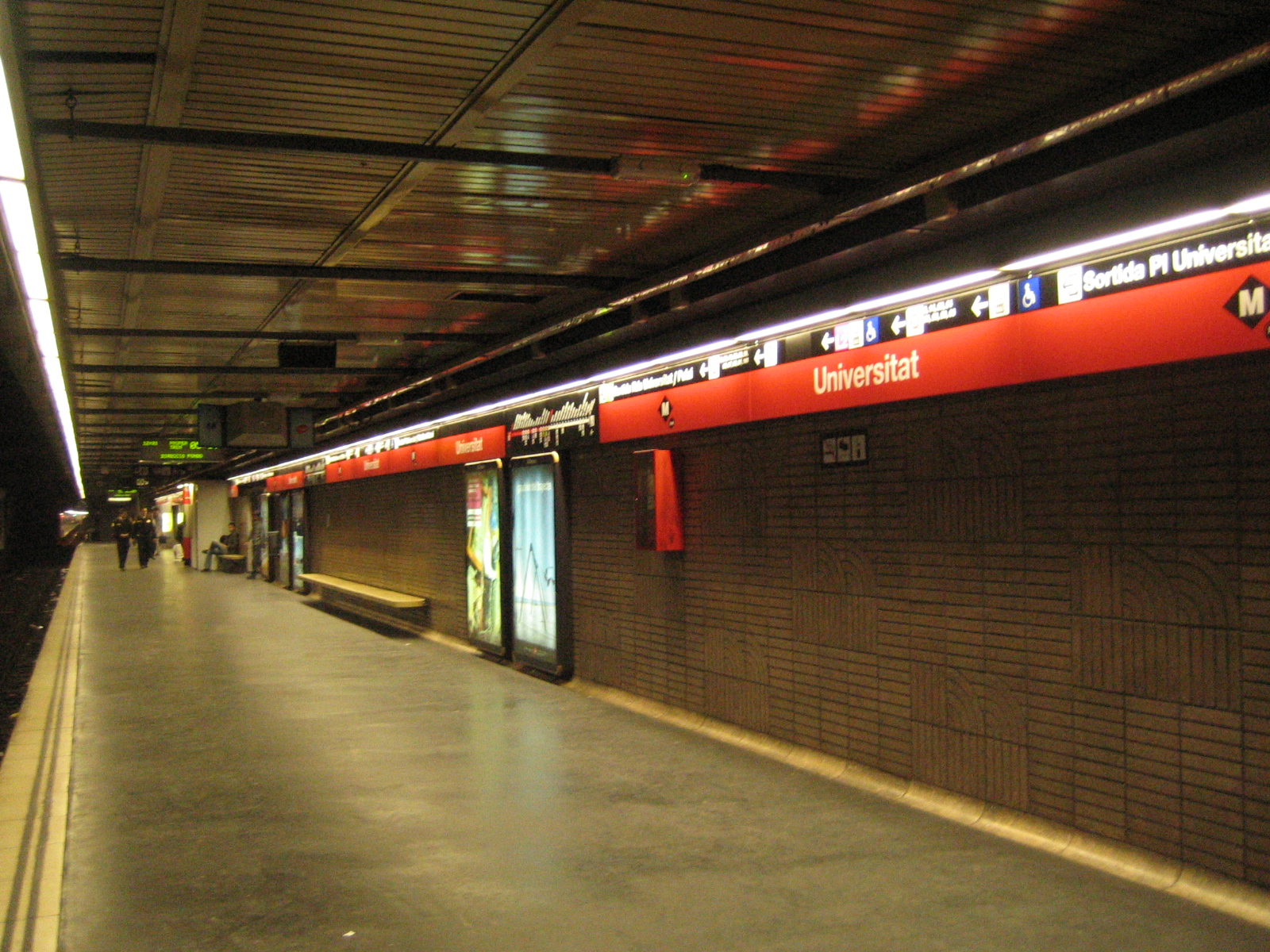
Estação Universitat, Metro de Barcelona.
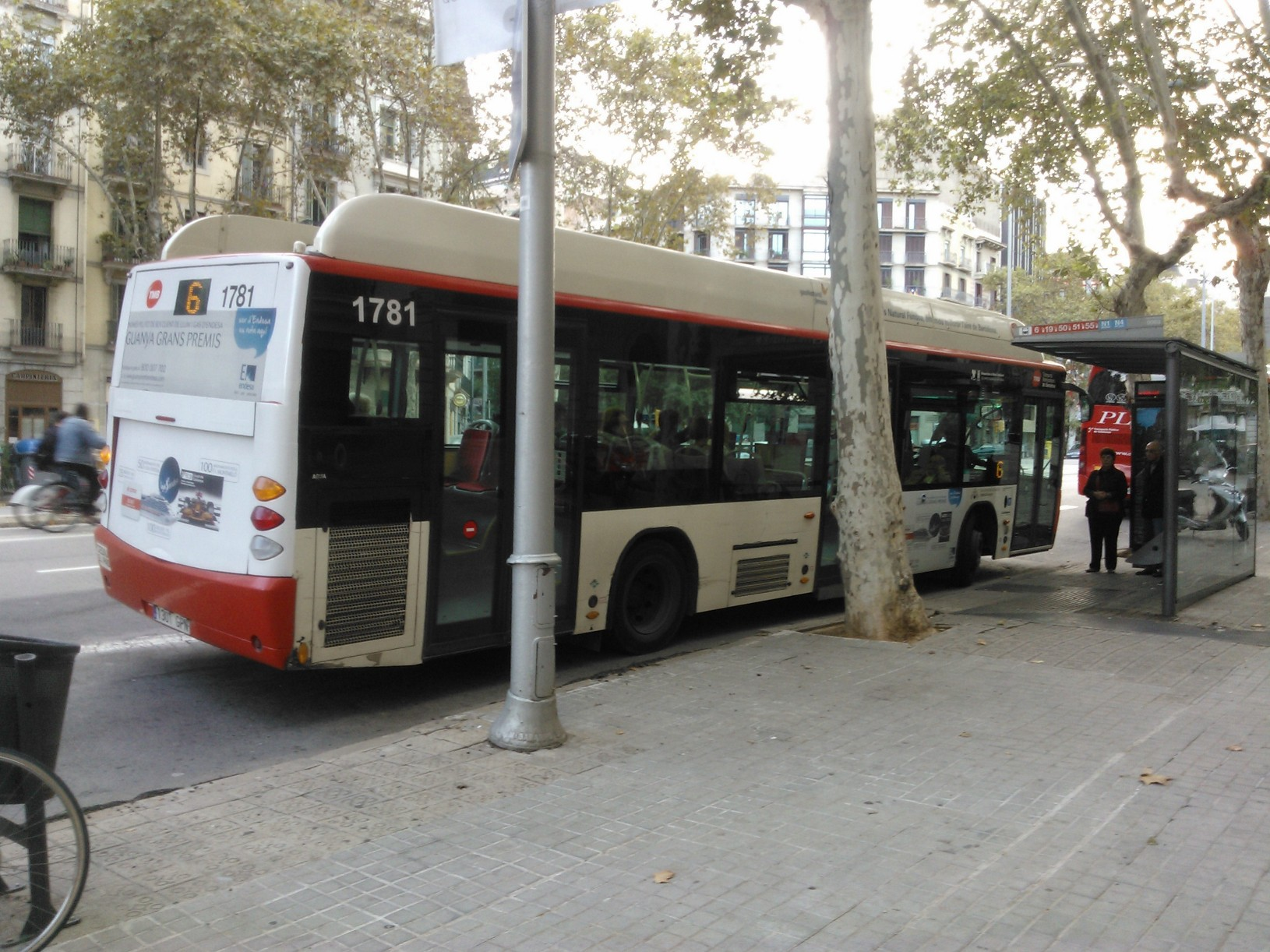
Ônibus urbano da cidade de Barcelona.
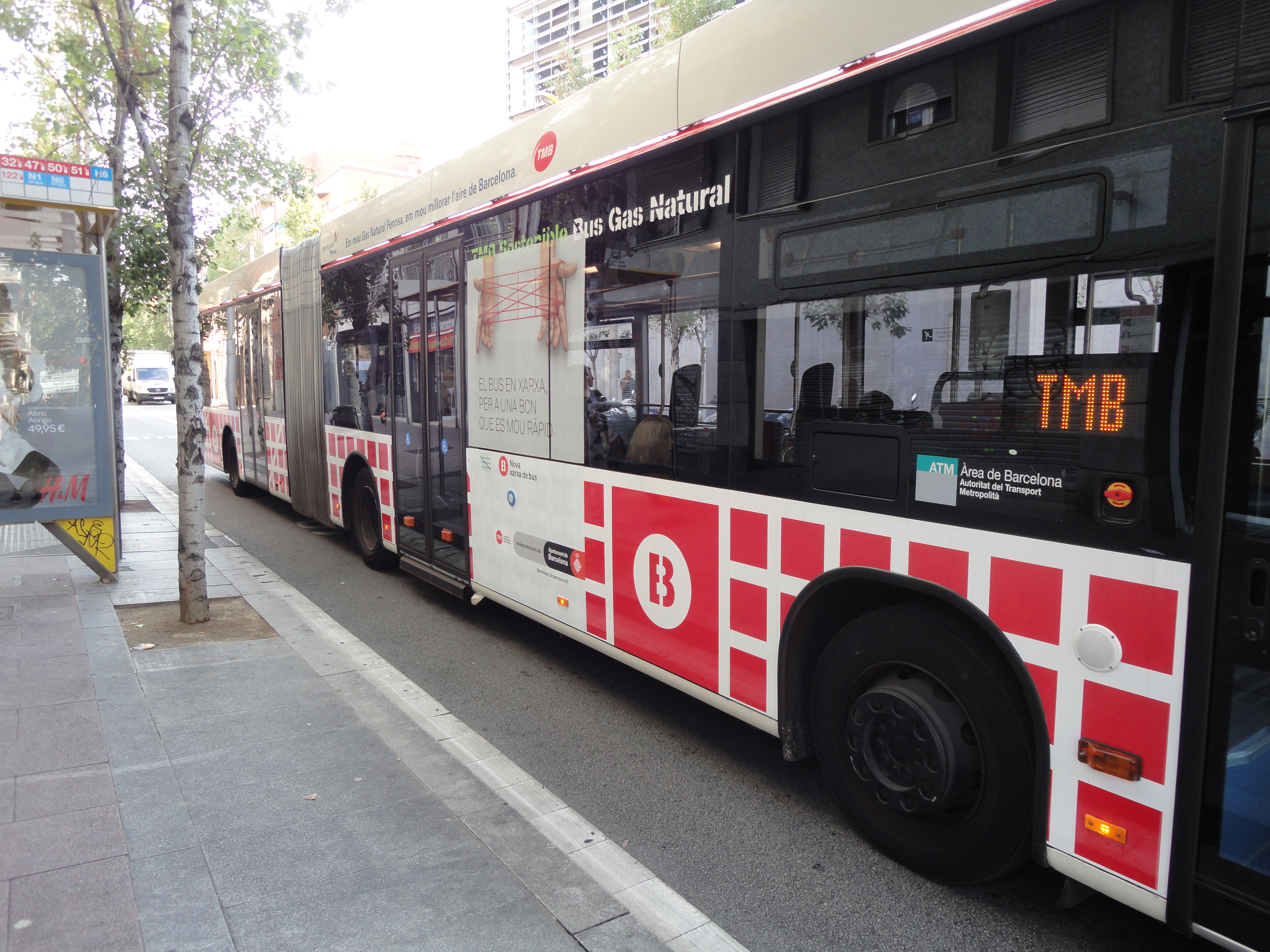
Ônibus da Rede Ortogonal.
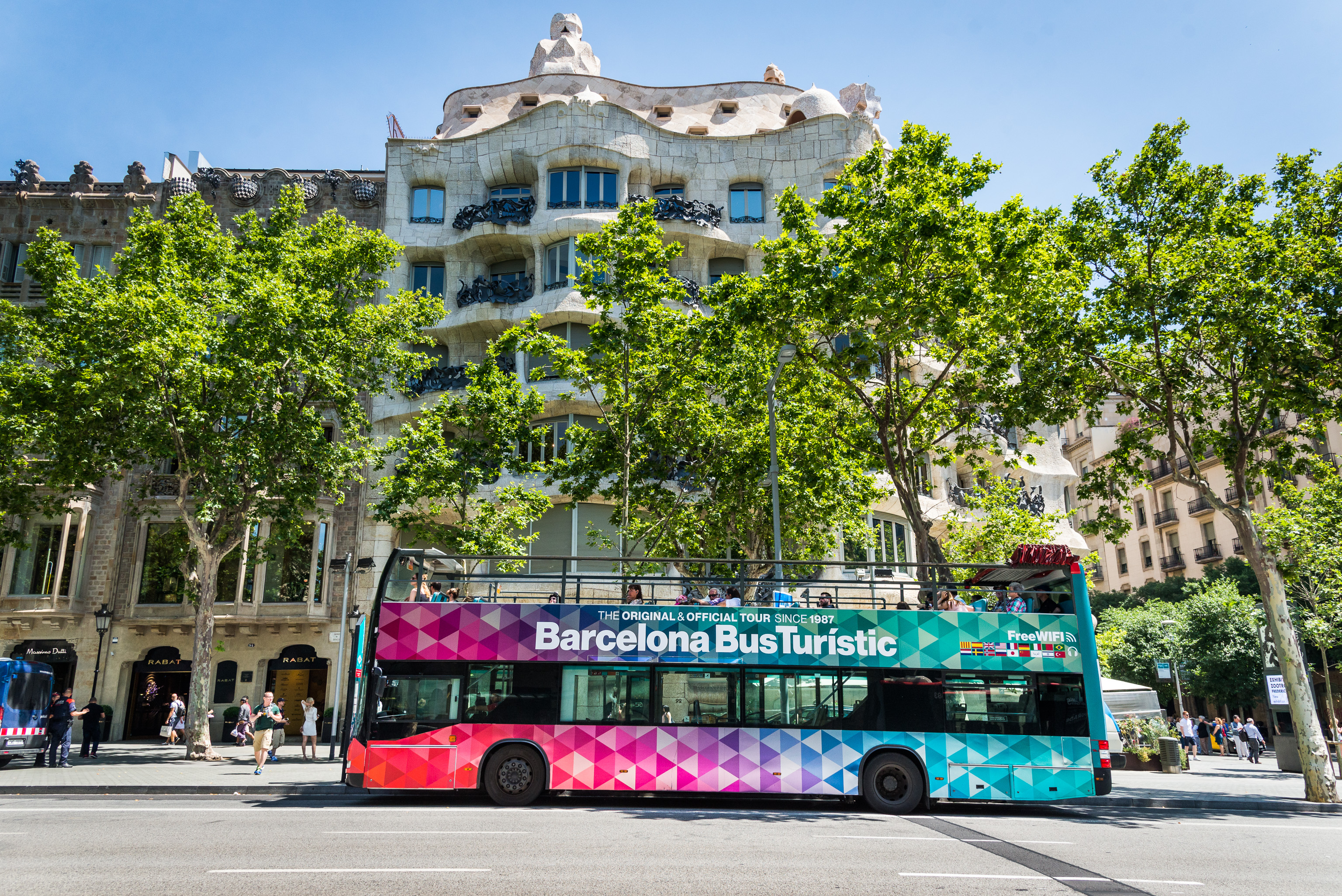
Ônibus turístico
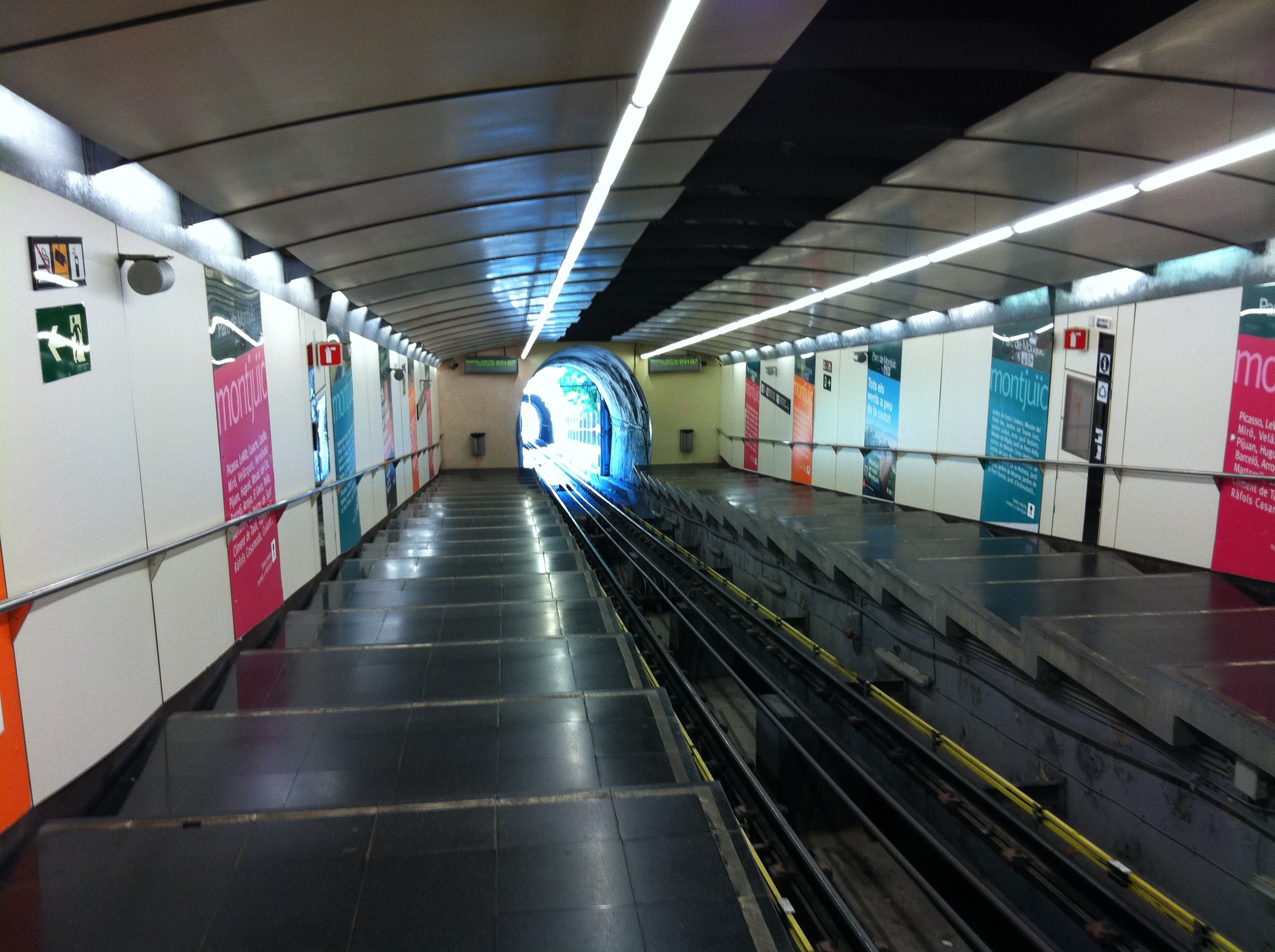
Funicular de Montjuïc , Estação Miramar.
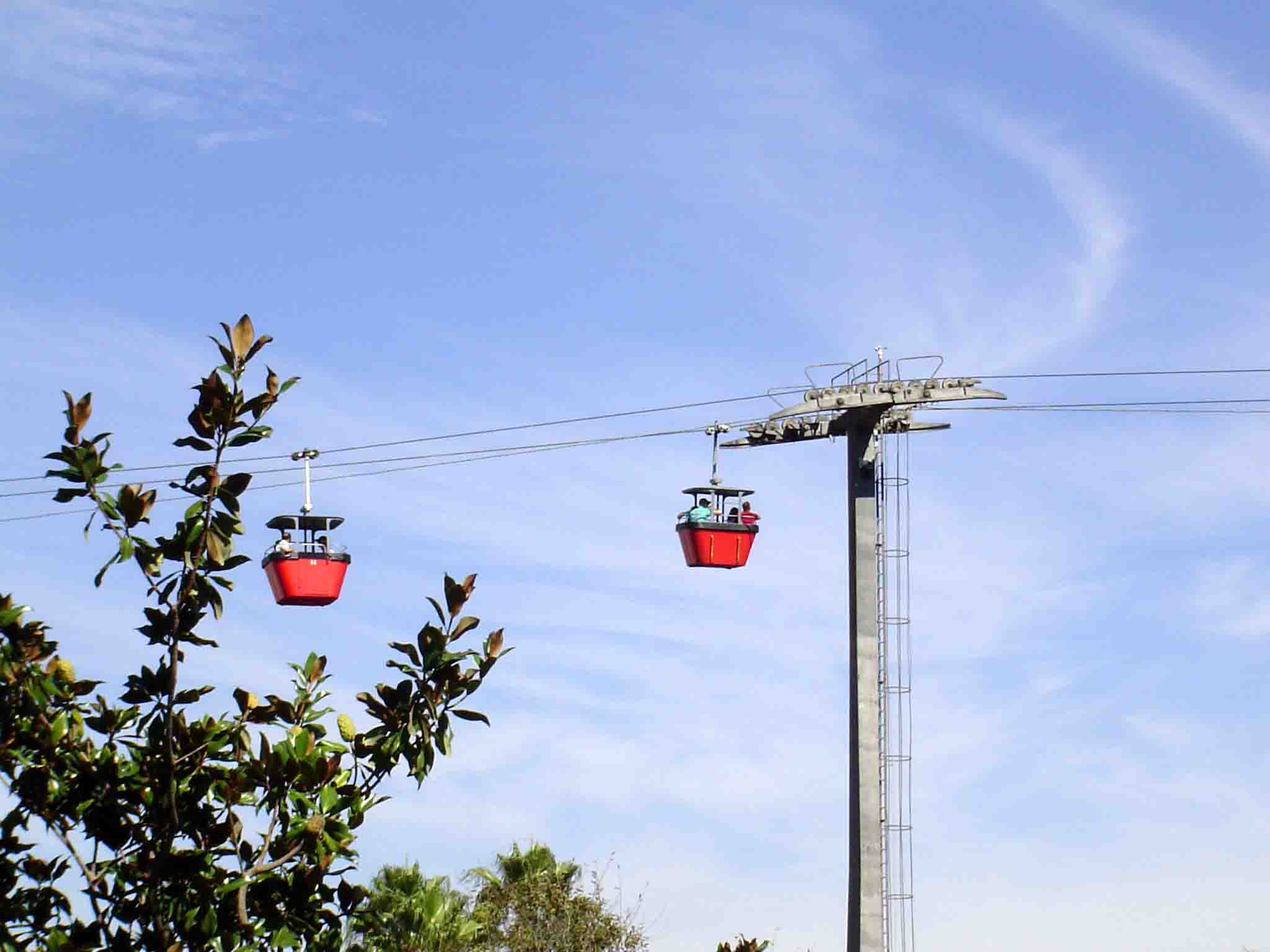
Teleférico de Montjuic.
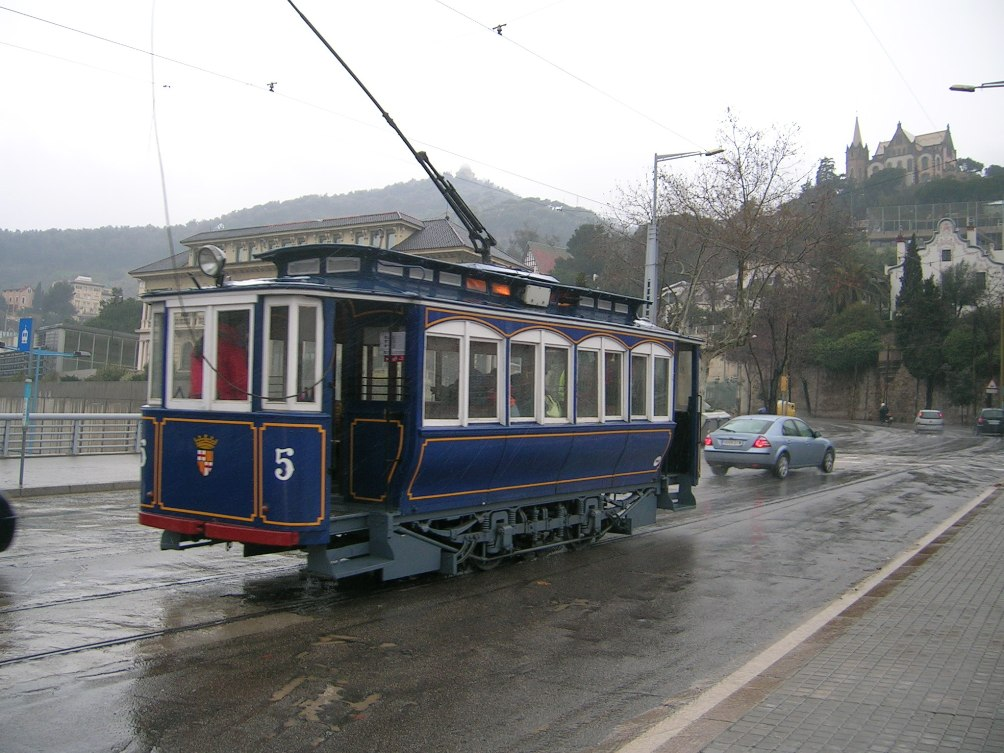
Tramvia Blau.
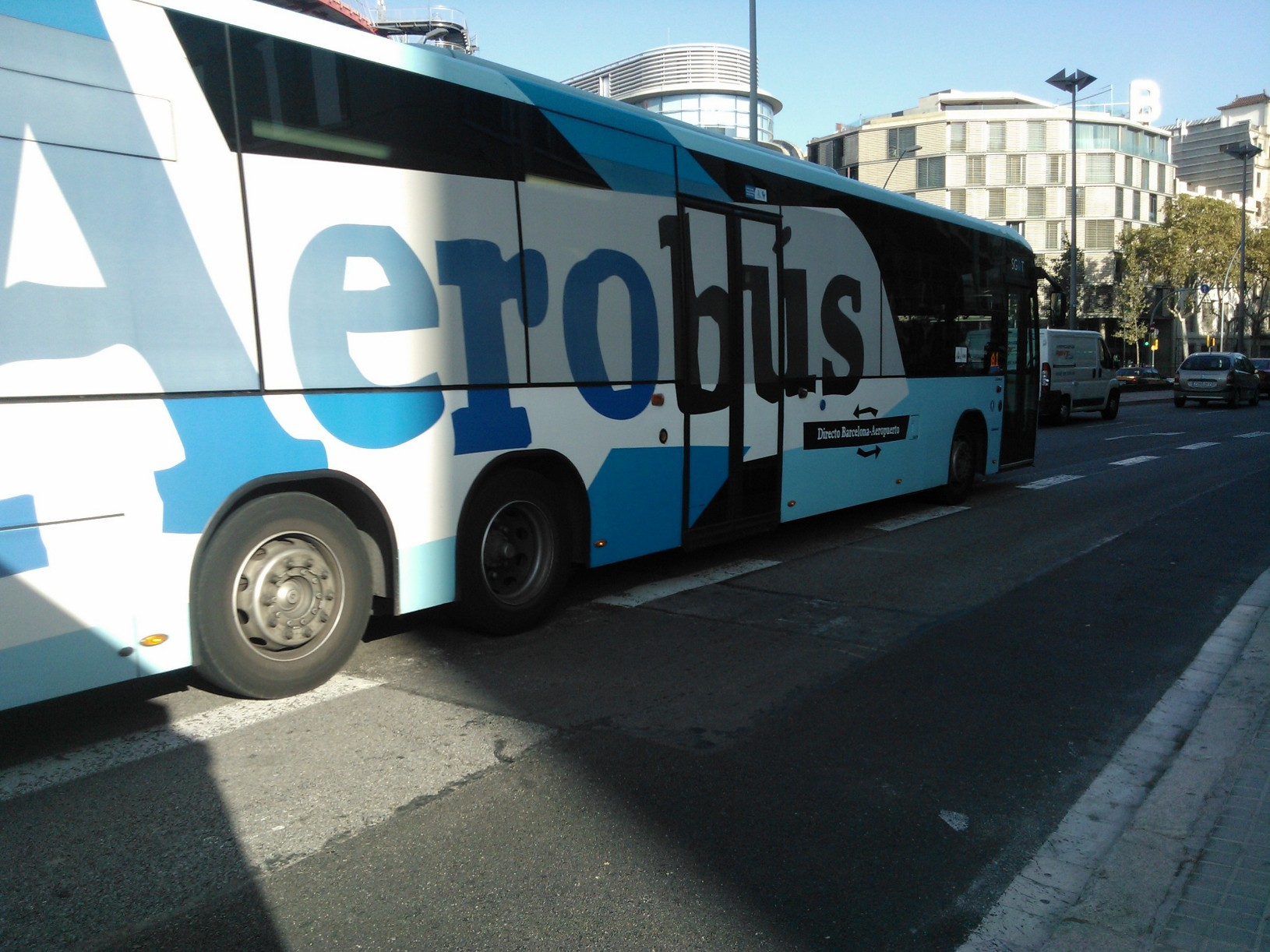
Aerobús.